# La Pluie d'été
La Pluie d'été est un roman de Marguerite Duras paru le 1er janvier 1990 aux éditions P.O.L.
Il s'agit de la réécriture d'un conte pour enfant, Ah ! Ernesto, rédigé dans les années 1970 par Marguerite Duras. Le roman est aussi inspiré des Enfants, film réalisé en 1985 par Marguerite Duras, Jean Mascolo et Jean-Marc Turine.

## Résumé
L'histoire est celle d'une famille d'immigrants établis à Vitry-sur-Seine, près de Paris. Le père et la mère se rencontrent en France, lui venant d'Italie, elle de Russie. Ils sont présentés comme des gens simples, chômeurs vivants grâce aux aides de la municipalité, qui leur fournit notamment des vêtements et leur logement. Ils ont sept enfants, et l'on apprend qu'ils en conçoivent un chaque année. L'histoire est principalement centrée autour des deux enfants les plus âgés, Jeanne, la cadette, qui au cours du livre a entre 11 et 17 ans, et Ernesto, l'aîné et personnage principal, qui a entre 12 et 20 ans.
Tout commence avec un livre trouvé par les enfants : l’Ecclésiaste, livre qu'Ernesto, bien qu'analphabète, parvient à lire. De fait, il est conduit chez l'instituteur de Vitry-sur-Seine, qui demande que les deux enfants les plus âgés soient scolarisés. Ils n'y resteront que peu de temps : dix jours plus tard, Ernesto rentre chez lui en déclarant ne plus vouloir retourner à l'école. La raison avancée est la phrase autour de laquelle tourne le roman : "Je ne veux pas retourner à l'école, parce qu'on m'apprend des choses que je ne sais pas."
L'histoire devient alors plus sombre et mélancolique : Ernesto devient obsédé par la connaissance, la mort, et l'amour incestueux qu'il porte envers sa sœur. Il lit des passages de l’Ecclésiaste à sa famille, partageant sa découverte de la vanité, concept qui le torturera également. Il se découvre être un génie, capable d'accumuler les savoirs en très peu de temps. À force d'apprendre, il finit par acquérir tout le savoir existant : cela ne lui suffit pas, lui pour qui tout ça "n'est pas la peine".
Il trouvera finalement le salut par ce qu'il décrit comme "l'inexplicable : la musique, par exemple". Dans une discussion avec son instituteur, un Ernesto soulagé explique qu'il n'est pas grave d'avoir accumulé tant de savoir, et de ne plus rien avoir à apprendre, puisqu'il lui reste cet inexplicable. Il devient alors populaire, à tel point qu'un journaliste vient l'interroger à Vitry, et qu'il est connu dans la France entière comme ce garçon à la si belle phrase que personne ne comprend.
L'histoire se termine par le départ d'Ernesto et Jeanne, chacun de leur côté. Les parents s'en laissent mourir, et l'instituteur adopte le reste de la fratrie.
Bien que linéaire, La pluie d'été ne s'attarde pas que sur Ernesto : le reste de la famille est également présenté plus en détail, avec un accent sur la mère, au passé mystérieux. On lui découvre notamment un amant de sa jeunesse qu'elle ne parvient pas à oublier, du temps où elle vivait en Russie. Au père, on découvre surtout un amour inconditionnel pour la mère et ses enfants, ainsi qu'une peur terrible du départ de sa femme — peur justifiée, puisque ce besoin de tout abandonner est profondément ancré dans le personnage de la mère.

## Éditions
- La Pluie d'été, éditions P.O.L., 1990  (ISBN 2867441773). (rééd. Gallimard, coll. « Folio »)

## Adaptation au théâtre
- 1993 : Éric Vigner, Conservatoire national supérieur d'art dramatique et Le Quartz de Brest
- 2006 : Éric Vigner, festival d'Avignon
- 2016 : mise en scène par Monique Hervouët